# Amherst (Nebraska)
Amherst é uma vila localizada no estado americano de Nebraska, no Condado de Buffalo.

## Demografia
Segundo o censo americano de 2000, a sua população era de 277 habitantes. 
Em 2006, foi estimada uma população de 267, um decréscimo de 10 (-3.6%).

## Geografia
De acordo com o United States Census Bureau, a localidade tem uma área de 0,6 km², sem área coberta por água. Amherst localiza-se a aproximadamente 718 m acima do nível do mar.

## Localidades na vizinhança
O diagrama seguinte representa as localidades num raio de 24 km ao redor de Amherst. 